# Barra roscada

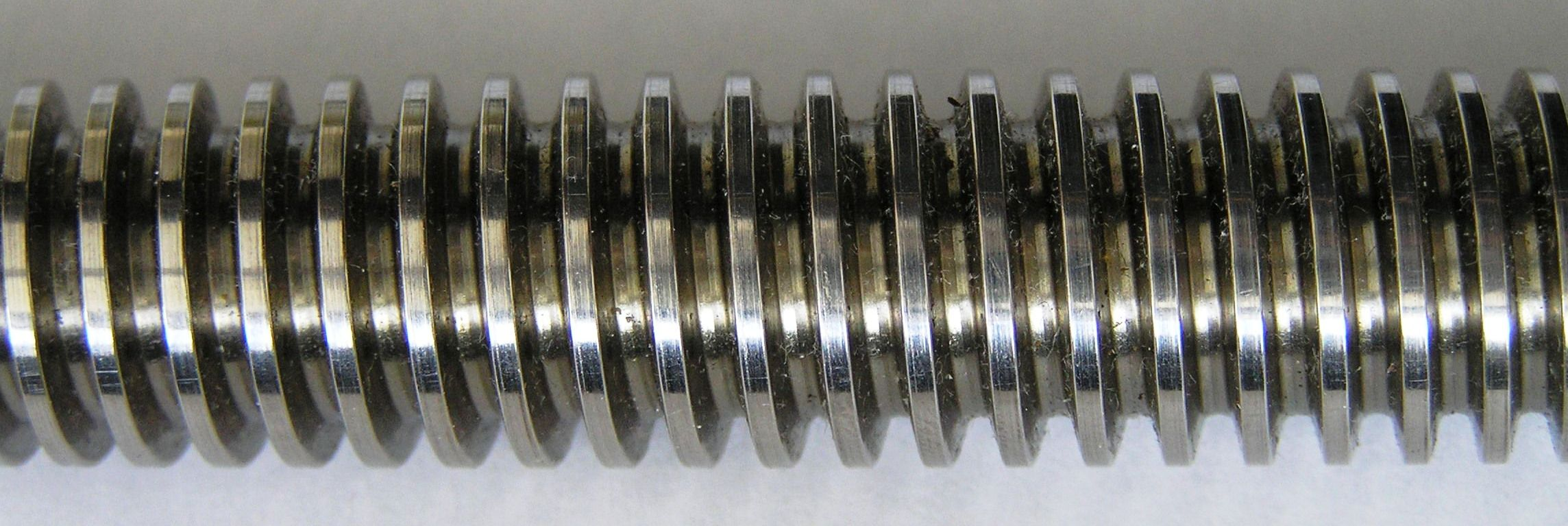
Barra roscada amb rosca trapezoidal

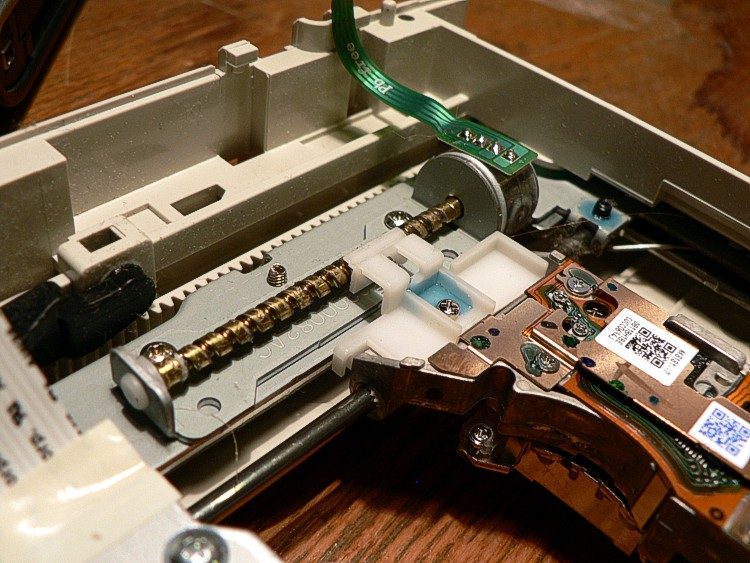
Unitat de DVD amb barra roscada i motor pas a pas.

En mecànica, una barra roscada (caragol de bola en un muntatge amb boles) és un tipus de caragol, generalment llarg, i de gran diàmetre, metàl·lic o de fusta (el material més corrent és l'acer trempat), utilitzat per accionar elements de tancament com una premsa o una mordassa així com per produir el desplaçament lineal dels carros de les fresadores i torns. Cal no confondre'l amb el vis sens fi que sol canviar la direcció dels eixos que transmeten el moviment

## Característiques
En una barra roscada podem distingir les següents característiques:
Nombre d'entrades, z, o fils de rosca característica, que és el nombre d'hèlixs que s'enrosquen en paral·lel sobre el nucli del caragol. Generalment és 1, 2 o 3.
El pas de rosca, p: és la distància entre dos filets consecutius d'una mateixa hèlix. Habitualment es mesura en mil·límetres (mm). El pas de rosca és igual a la longitud que avança el caragol a cada volta.
L'avanç, A: que és la distància que avança la rosca al girar la barra roscada una volta completa:
{\displaystyle A=z\cdot p}
La longitud desplaçada, L: que és la distància que es desplaça la femella quan la barra roscada gira n voltes completes.
{\displaystyle L=A\cdot n=z\cdot p\cdot n}

## Tipus de rosca

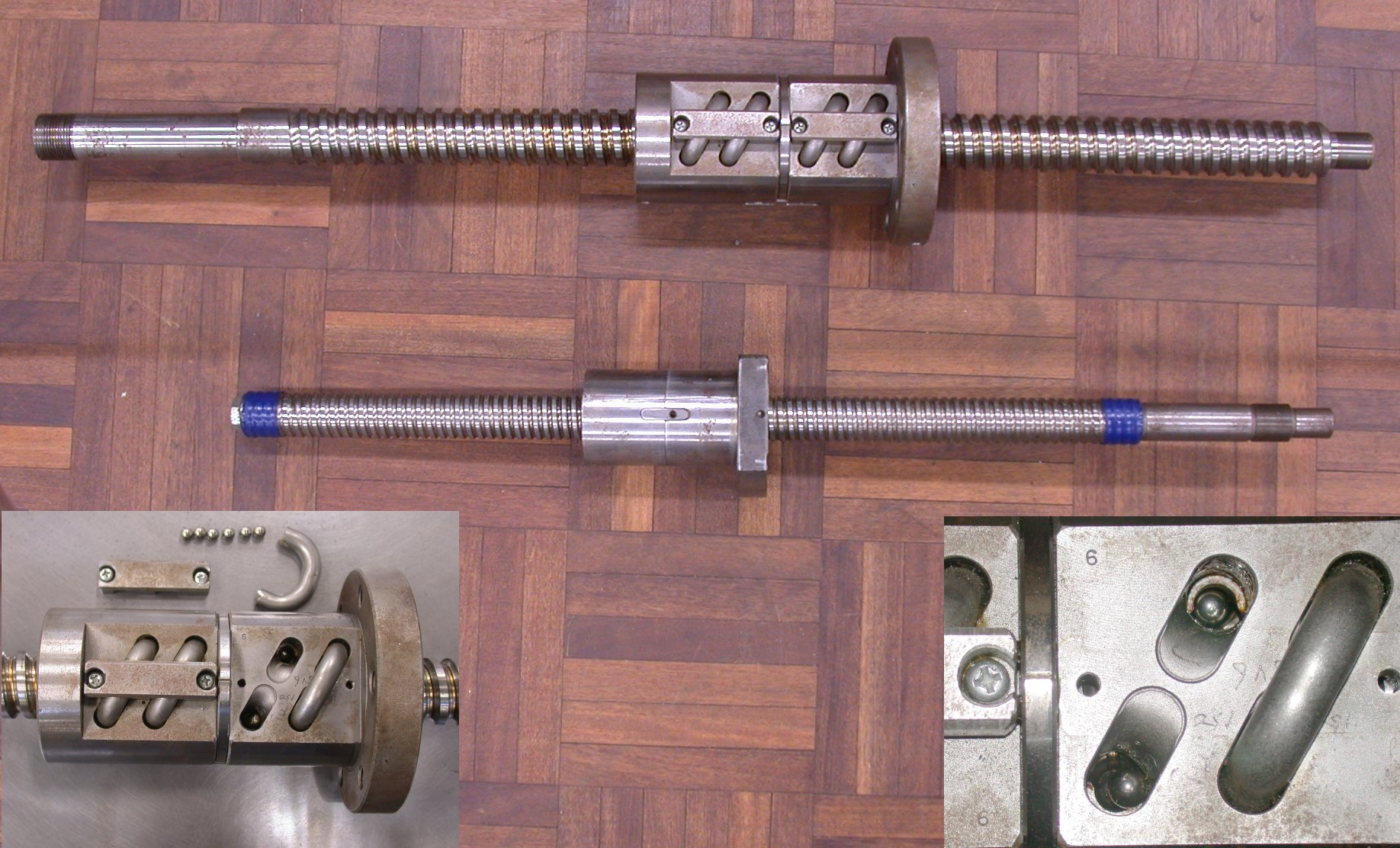
Caragol de bola amb rosca rodona rectificada

Hi ha diferents tipus de rosca en funció de la forma del perfil del filet, de el nombre de filets que tingui, de el pas de la pròpia rosca, i de el sentit de gir d'avanç del caragol. Generalment el perfil d'una rosca sol ser de forma triangular, tot i que també hi ha rosques de perfil quadrat, trapezoïdal, i en dent de serra o rodó. Pel que fa a el sentit de gir de la rosca, normalment,l avanç es produeix girant la rosca a la dreta, mentre que la tornada es produeix girant la rosca a l'esquerra. També hi ha caragols i femelles que funcionen en sentit invers.
El tipus de rosca de les barres roscades és diferent de la dels caragols normals, perquè a part de tenir un pas molt gran, 
Rosca rodona rectificada (caragol de bola)Amb circulació de boles emprat en les màquines eina Control numèric per ordinador pel desplaçament dels carros i taules de treball.
Rosca quadradaEmprat per regular el tancament d'elements petits, com gats per canviar rodes de cotxe, cargols de bancs, mordasses... La secció del filet és quadrada.
Rosca trapezial ACMEÉs el tipus de rosca més utilitzat en els vis sens fi. En aquesta rosca la secció del filet és un trapezi, i s'utilitza en màquines que han de suportar grans esforços, com premses i màquines-eina.